# Alexia Djilali
Pour les articles homonymes, voir Djilali.
Alexia Djilali est une joueuse française de volley-ball née le 27 octobre 1987  à Mulhouse (Haut-Rhin). Elle mesure 1,86 m et joue réceptionneuse-attaquante. Elle totalise 38 sélections en équipe de France. En 2018 après une dernière au VNVB ( LAF )  elle a mis fin à sa carrière de joueuse professionnelle .

## Clubs
| Club                        | Pays   | De        | À         |
| --------------------------- | ------ | --------- | --------- |
| ASPTT Mulhouse              | France | 2002-2003 | 2013-2014 |
| Vandœuvre Nancy Volley-Ball | France | 2014-2015 | ....      |

## Palmarès
- Championnat de France
  - Finaliste : 2007, 2008, 2009, 2010, 2011, 2012

- Coupe de France
  - Finaliste : 2009, 2010